# Oberhofen am Thunersee
Oberhofen am Thunersee é uma comuna da Suíça, no Cantão Berna, com cerca de 2.335 habitantes. Estende-se por uma área de 2,72 km², de densidade populacional de 858 hab/km². Confina com as seguintes comunas: Heiligenschwendi, Hilterfingen, Sigriswil, Spiez.
A língua oficial nesta comuna é o Alemão. É nesta localidade que fica a sede da Federação Internacional de Esqui.

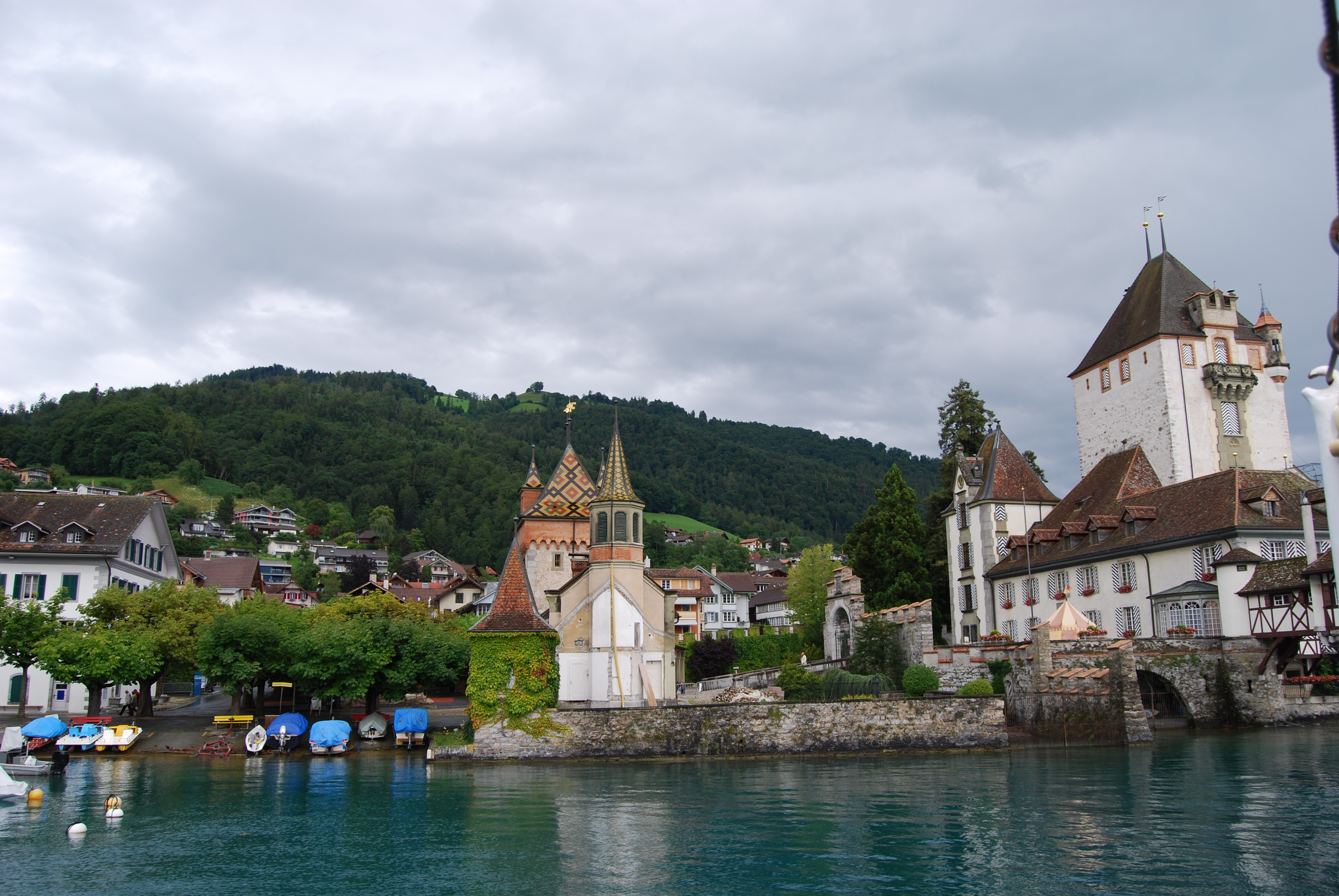
Oberhofen.